# Madeline Brewer
Madeline Kathryn Brewer (ur. 1 maja 1992 w Pitman w New Jersey) – amerykańska aktorka, która wystąpiła m.in. w serialach Opowieść podręcznej, Orange Is the New Black i Czarne lustro.

## Filmografia

### Filmy
| Rok  | Tytuł                          | Rola                   | Uwagi       |
| ---- | ------------------------------ | ---------------------- | ----------- |
| 2017 | Flesh and Blood                | Maddy                  |             |
| 2017 | Hedgehog                       | Ali                    |             |
| 2018 | Cam                            | Alice/Lola             |             |
| 2018 | Braid                          | Daphne Peters / Mother |             |
| 2019 | Rebelia                        | Rula                   |             |
| 2019 | Ślicznotki                     | Dawn                   |             |
| 2019 | Now Is Everything              | Hannah / Kate          |             |
| 2019 | The One                        | Morgan                 | krótkometr. |
| 2021 | Separation                     | Samantha               |             |
| 2021 | The Ultimate Playlist of Noise | Wendy                  |             |
| 2022 | Space Oddity                   | Liz                    |             |
| 2025 | I Live Here Now                | Lillian                |             |

### Telewizja
| Rok       | Tytuł                   | Rola                     | Uwagi                 |
| --------- | ----------------------- | ------------------------ | --------------------- |
| 2013      | Orange Is the New Black | Tricia Miller            | 7 odc.                |
| 2014–2015 | Hemlock Grove           | Miranda Cates            | 10 odc.               |
| 2014      | Stalker                 | Claudia Burke            | 1 odc.                |
| 2015–2016 | Grimm                   | Billie Trump             | 2 odc.                |
| 2016      | Czarne lustro           | Raiman                   | odc. Men Against Fire |
| 2016      | The Deleted             | Agatha                   | 8 odc.                |
| 2017–2025 | Opowieść podręcznej     | Janine/Warrena/...       | w gł. obsadzie        |
| 2019      | Anthem: Homunculus      | Phillary                 | 8 odc.                |
| 2020      | Acting for a Cause      | Claudius                 | 1 odc.                |
| 2021      | Lśniące dziewczyny      | Klara Meiser             | 3 odc.                |
| 2025      | Ty                      | Louise Flannery (Bronte) | w gł. obsadzie        |